# 熊本市立力合西小学校
熊本市立力合西小学校（くまもとしりつ りきごうにししょうがっこう）は、熊本県熊本市南区荒尾1丁目にある公立小学校。

## 沿革
- 2014年（平成26年） - 熊本市立力合小学校より分離し開校

## 歴代校長
- 安達 文雄（2014年 - 2016年）
- 大江 剛（2017年 - 2018年）
- 諏訪 浩二（2019年 - 2021年）
- 江野 謙二（2022年 - ）

## 委員会
- 企画委員会
- 体育委員会
- 放送委員会
- 環境委員会
- 緑化委員会
- 生活委員会
- 保健委員会
- 給食委員会
- 掲示委員会
- 図書委員会
- 安全委員会

## クラブ活動

### 運動部
- サッカー部
- 野球部
- バドミントン部
- 女子バスケットボール部

### 文化部
なし

## 交通アクセス
- 九州旅客鉄道（JR九州）鹿児島本線 西熊本駅より西へ徒歩15分。
- 九州旅客鉄道（JR九州）鹿児島本線 川尻駅より北へ徒歩41分。